# بيير روبرت
بيير روبرت (بالإنجليزية: Pierre Robert)‏ هو دي جيه أمريكي، ولد في 1 أغسطس 1955 في سان فرانسيسكو في الولايات المتحدة.